# Гиллем де Кардона
Гиллем (Вильгельм) Фольк I де Кардона (кат. Guillem I de Cardona; около 1156 — 12/13 июля 1225) — каталонский дворянин, 5-й виконт де Кардона с 1176 по 1225 год.

## Биография

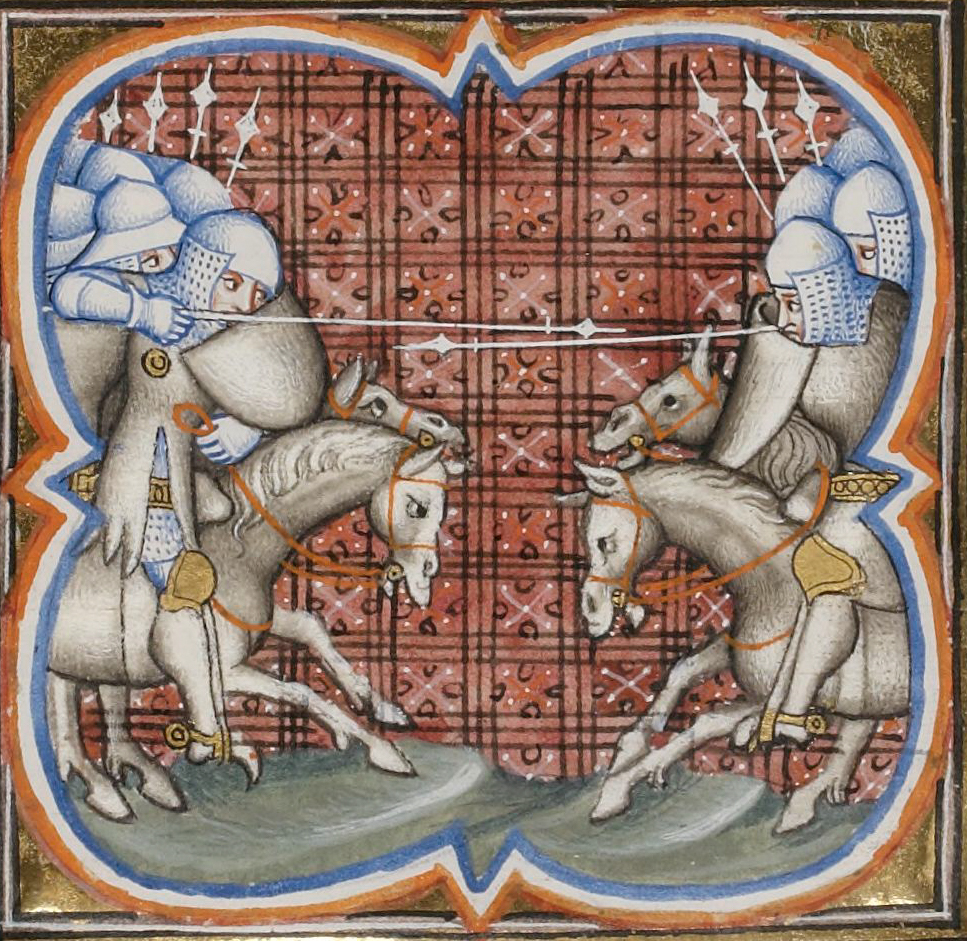
Битва при Мюре (12 сентября 1213), миниатюра XIV века.

Сын Рамона Фолька III де Кардона († около 1176), 4-го виконта де Кардона, и его жены, Изабеллы Сибиллы де Урхель († до 1177 г.), дочери графа Урхеля Эрменгола VI и его первой жены, Арсенды де Кабрера († до 1135 г.), дочери сеньора Кабреры и виконта Жероны, Геро II де Кабрера и его первой жены Стефании.
Точная дата смерти его отца, Рамона Фолька III, неизвестна; предполагается, что он умер около 1176 года, как в документе № 225 Diplomatari de la vila de Cardona, anys 966—1276, датированном 1176 или 1177 годом, Гиллем совершил акт поклонения церкви Сан-Винченцо де Кардона, ссылаясь на души своих родителей. Около 1176 года после смерти своего отца Гиллем Фольк де Кардона унаследовал титул виконта де Кардона.
18 июня 1177 года его дядя (брат матери), граф д’Урхель, Эрменгол VII , составил завещание, также скрепленное подписью его жены Дольче и его первенца, также по имени Эрменгол, в котором, среди прочего, у него также было наследство Гилема де Кардоны.
11 марта 1186 года, согласно документу № 242 Diplomatari de la vila de Cardona, anys 966—1276, Гиллем сделал пожертвование Сан-Винченцо-ди-Кардона для поминания души своего отца.
25 марта 1187 года, согласно документу № 1171 Картуларио де Сант-Кугат-дель-Вальес, том III, также подписанному его женой Геральдой, Гиллем сделал пожертвование монастырю Сан-Кугат-дель-Вальес.
25 мая 1200 года, согласно документу № 198 Diplomatari de la vila de Cardona, anys 966—1276, Гиллем де Кардона подписал документ о пожертвовании Сан-Винченцо ди Кардона.
31 августа 1205 года, согласно документу № 198 Diplomatari del monestir de Sant Joan de les Abadesses (995—1273), Гиллем Фольк де Кардона сделал пожертвование монастырю Сан-Жоан-де-лес-Абадессес.
16 октября 1209 года его двоюродный брат, граф д’Урхель, Эрменгол VII, составил завещание, подписанное его женой Эльвирой Перес, Гиллемом и другими дворянами, в котором он решил оставить графство Урхель своему единственному дочери, Эрумбе (1196—1231)), в случае, если дочь и две сестры Эрменгола VIII, Маркеза и Миралья, умрут, он приказал передать графство Гиллему (Guillermum de Cardona consanguineum meum).
Гиллем Фольк де Кардона участвовал под командованием короля Арагона Педро II Католика в битве при Мюре, в 1213 году, против крестоносцев Симона IV Монфора, с которыми продолжал сражаться даже после смерти Педро II при Мюре.
Он был королевским советником при дворе нового короля Арагона, несовершеннолетнего Хайме I Завоевателя. Гиллем де Кардона вмешался в борьбу за наследство в графстве Урхель, вотчине по происхождению его матери Изабель Сибиллы.
Гиллем де Кардона скончался в начале июля 1225 года, 12-го числа, согласно Excerpta ex martyrologio Celsonensi, Apendice al Viage Literario a las Iglesias de Espana, Tome VIII, 13-го числа, согласно Excerpta ex martyrologio Celsonensi, Apendice al Viage. Literario a las Iglesias de Espana, Том IX.
Ему наследовал его сын Рамон Фольк де Кардона.

## Брак и дети
Гиллем де Кардона женился до 1186 года на Геральде, предки которой неизвестны, и от которой у него было двое детей:
- Рамон Фольк де Кардона († 1241 г.), виконт Кардона
- Элисенда де Кардона, вторая жена Арнальдо, виконта Кастельбо (помолвка была согласована в 1203 году[11], а согласно Layettes du Trésor des Chartes V брачный контракт был оговорен в 1206 году[2]).